# Akola
Akola är en stad i delstaten Maharashtra i västra Indien. Den är administrativ huvudort för distriktet Akola och beräknades ha cirka 450 000 invånare 2018. 

## Politik
I den valkrets till Lok Sabha som omfattar Akola valdes 1999 en ledamot för dalitpartiet Bharipa Bahujan Mahasangha. 2004 blev det istället en kandidat för BJP som valdes för valkretsen.